# Ludwig Zimmermann (Regionalhistoriker)

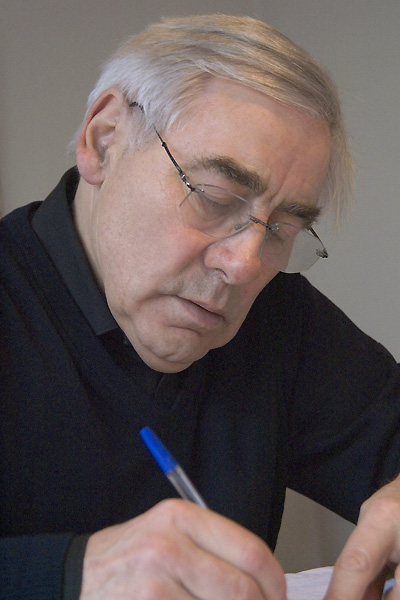
Ludwig Zimmermann

Ludwig Zimmermann (* 9. Juni 1938 in Baustetten, heute Laupheim) ist ein deutscher Politiker der CDU, ehemaliger Lehrer, Regionalhistoriker und Autor. Er war Mitglied des Kreistages im Landkreis Ravensburg von 1970 bis 2002, Gemeinderat in Wolpertswende von 1970 bis 1985 und Kirchengemeinderat der Pfarrei Mariä Geburt in Mochenwangen von 1968 bis 1993.

## Leben und Beruf
Ludwig Zimmermann wurde in Baustetten, das 1973 zur Stadt Laupheim eingemeindet wurde, geboren. Von 1952 bis 1958 besuchte er die Lehreroberschule, dem späteren Aufbaugymnasium mit Heim, in Saulgau. Anschließend nahm er bis 1960 ein Lehramtsstudium am Pädagogischen Institut in Weingarten auf. Nach Ablegung der Dienstprüfungen bis 1964 und Tätigkeit als Volksschullehrer absolvierte er 1966 erfolgreich die Fachgruppenprüfung zum Realschullehrer. Danach lehrte er bis zu seiner Pensionierung im Jahre 2001 an der Realschule in Weingarten. Ludwig Zimmermann ist seit 1964 verheiratet und hat drei Kinder. Er wohnt im Teilort Mochenwangen der Gemeinde Wolpertswende.

## Politiker, Heimatforscher und Autor
Zimmermann ist seit 1961 Mitglied der CDU. 1973 war er Gründungsvorsitzender des CDU-Gemeindeverbandes Wolpertswende-Mochenwangen. Als ehrenamtlicher Kommunalpolitiker engagierte er sich in der Jugend- und Vereinsförderung sowie der Kulturarbeit. Er war seit 1964 Mitglied im Sportverein Mochenwangen und bei der Sportgemeinde Baienfurt und Initiator und Koordinator der Schussenpokalturniere von 1977 bis 2011 und der Hallenturniere um den Oberschwaben-Cup von 1988 bis 2012. 1998 und 2004 war er für die Triennale zeitgenössischer Kunst in Oberschwaben in Weingarten verantwortlich. Von 1992 bis 2012 setzte er sich für die Sanierung der denkmalgeschützten Alten Kirche in Mochenwangen einschließlich der Koordination des Kulturprogramms ein.
Schon seit 1956 verfasste er nebenberuflich regelmäßig Artikel für die Schwäbische Zeitung in Laupheim und ab 1964 in Ravensburg. Seine Beiträge umfassten Veranstaltungen in den Bereichen Sport, Politik und Kultur. Dazu kamen Berichte von Podiumsdiskussionen und Beiträge zu heimatgeschichtlichen Forschungen und Porträts.
Zimmermann befasste sich über Jahrzehnte mit Geschichtsforschung im Bereich Heimatgeschichte und Denkmalpflege. Dazu veröffentlichte er seit 1977 zahlreiche Beiträge.
In den Jahren 2018 und 2019 veröffentlichte er in zwei Bänden seine Autobiografie.

## Werke
- Geschichte des Fußballs in der Region Bodensee-Oberschwaben. Hrsg. von der SG Baienfurt Fußball, Oberschwäbische Verlagsanstalt Ravensburg, 1988
- 100 Jahre Dorfgeschichte Mochenwangen – 100 Jahre Musikkapelle. Eppe GmbH, Aulendorf Bergatreute 2007, ISBN 978-3-89089-150-7
- Auf den Spuren der oberschwäbischen Vereinskultur – Geschichte der Radsportbewegung in Oberschwaben. Eppe GmbH, Aulendorf Bergatreute 2014 ISBN 978-3-89089-154-5
- Erzählte Lebenserinnerungen. Teil 1. Kindheit und Volksschulzeit in Baustetten. Eppe GmbH, Bergatreute Aulendorf 2018. ISBN 978-3-89089-155-2
- Erzählte Lebenserinnerungen. Teil 2. Aus der Oberschwäbischen Lehrerschmiede. Eppe GmbH, Aulendorf 2019. ISBN 978-3-89089-156-9
- Das katholische Oberschwaben im Nationalsozialismus. Zwischen Begeisterung, Anpassung und Widerstand. Eppe GmbH, Aulendorf 2021. ISBN 978-3-89089-157-6

## Beiträge
- 60 Jahre Fußball in Baienfurt – Anekdoten – Episoden – Dokumente. Hrsg. von der SG Baienfurt Fußball, Liebel, Bad Waldsee 1987
- 1. Triennale zeitgenössischer Kunst Oberschwaben. Hrsg. von der Gesellschaft Oberschwaben für Geschichte und Kultur, Projektgruppe Zeitgenössische Kunst, Weingarten 1998
- SV Mochenwangen. Der Weg vom Dorfverein in die Spitze des Verbandes. Teil I. Hrsg. vom SV Mochenwangen, Eppe GmbH, Aulendorf Bergatreute 2003
- Zeitzonen: Welt der Regionen. Anlässlich der Ausstellung Zeitzonen 3. Triennale Zeitgenössischer Kunst Oberschwaben Weingarten 15. Oktober 2004 - 16. Januar 2005, Hrsg. von der Stadt Weingarten, Weingarten 2004, ISBN 3-937577-42-4
- Geschichte der Alten Kirche in Mochenwangen – von der Dorfkirche zum Haus der Begegnung und Kultur. Mit Gerold Faigle. Hrsg. vom Förderverein zur Erhaltung der Alten Kirche Mochenwangen, Mochenwangen 2005, Eppe GmbH, Aulendorf Bergatreute
- SV Wolpertswende. Vom Fußballverein zur Breitensport-Organisation. Hrsg. vom SV Wolpertswende, Eppe GmbH, Aulendorf 2006
- Geschichte der Blutreitergruppe Blitzenreute (1907–2007). Bebildertes Faltblatt aus Anlass des 100-jährigen Jubiläums. Eppe GmbH, Aulendorf Bergatreute, 2007
- Die Südbahn „Nadelöhr im Schussentobel“. In: Schussen – Kultur- und Erlebnisweg. Hrsg. vom Gemeindeverwaltungsverband Fronreute-Wolpertswende, Kommata GmbH Fronreute, 2008
- Der Neuweiher – Relikt einer Weiher- und Seenlandschaft. In: Schussen – Kultur- und Erlebnisweg. Hrsg. vom Gemeindeverwaltungsverband Fronreute-Wolpertswende, Kommata GmbH Fronreute, 2008
- Zur Geschichte der einstigen Krummensbachmühle mit Lourdesgrotte. Doku-Tafel am Krummensbach, Mochenwangen 2008
- 100 Jahre Blutreiter Mariä Geburt Mochenwangen. Faltblatt zum Jubiläum der Blutreitergruppe Mochenwangen, Eppe GmbH, Aulendorf Bergatreute 2009
- 100 Jahre Blutreitergruppen in Mochenwangen und Wolpertswende – Historie des Blutritts in Weingarten aus der Sicht der Gemeinde Wolpertswende mit den Pfarreien Mariä Geburt und St. Gangolf. Mitteilungsblätter der Gemeinde Wolpertswende, 27. März bis 8. Mai 2009
- SV Mochenwangen: Vom Dorfverein über Jahrzehnte oberschwäbische Spitzenklasse. Teil II. Hrsg. vom SV Mochenwangen, Eppe GmbH, Aulendorf 2010

## Mitgliedschaften
- Gesellschaft Oberschwaben für Geschichte und Kultur
- Geschichtsverein in der Akademie der Diözese Rottenburg-Stuttgart
- Förderverein Schloss Achberg
- Museumsgesellschaft Ravensburg e.V.
- Verein der Freunde der Pädagogischen Hochschule Weingarten

## Auszeichnungen
- Vereinsehrennadel des Landes Baden-Württemberg (1988)
- Bundesverdienstkreuz (1998)
- Staufermedaille des Landes Baden-Württemberg für herausragende Leistungen im Bereich des Fußballsports (2002)
- Staufermedaille des Landes Baden-Württemberg für besondere Initiativen in den Bereichen von Kunst und Kultur (2005)